# Yates Stirling junior

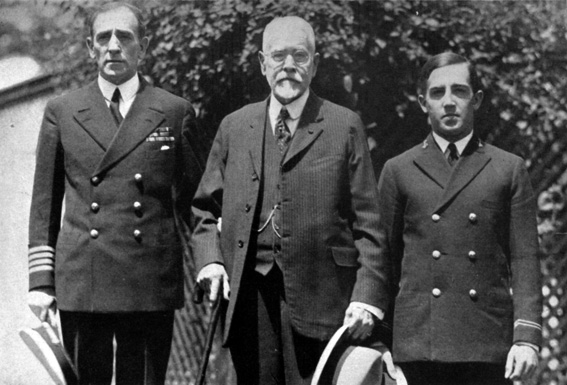
Stirling jr. links, sein Vater mittig, sein Sohn rechts

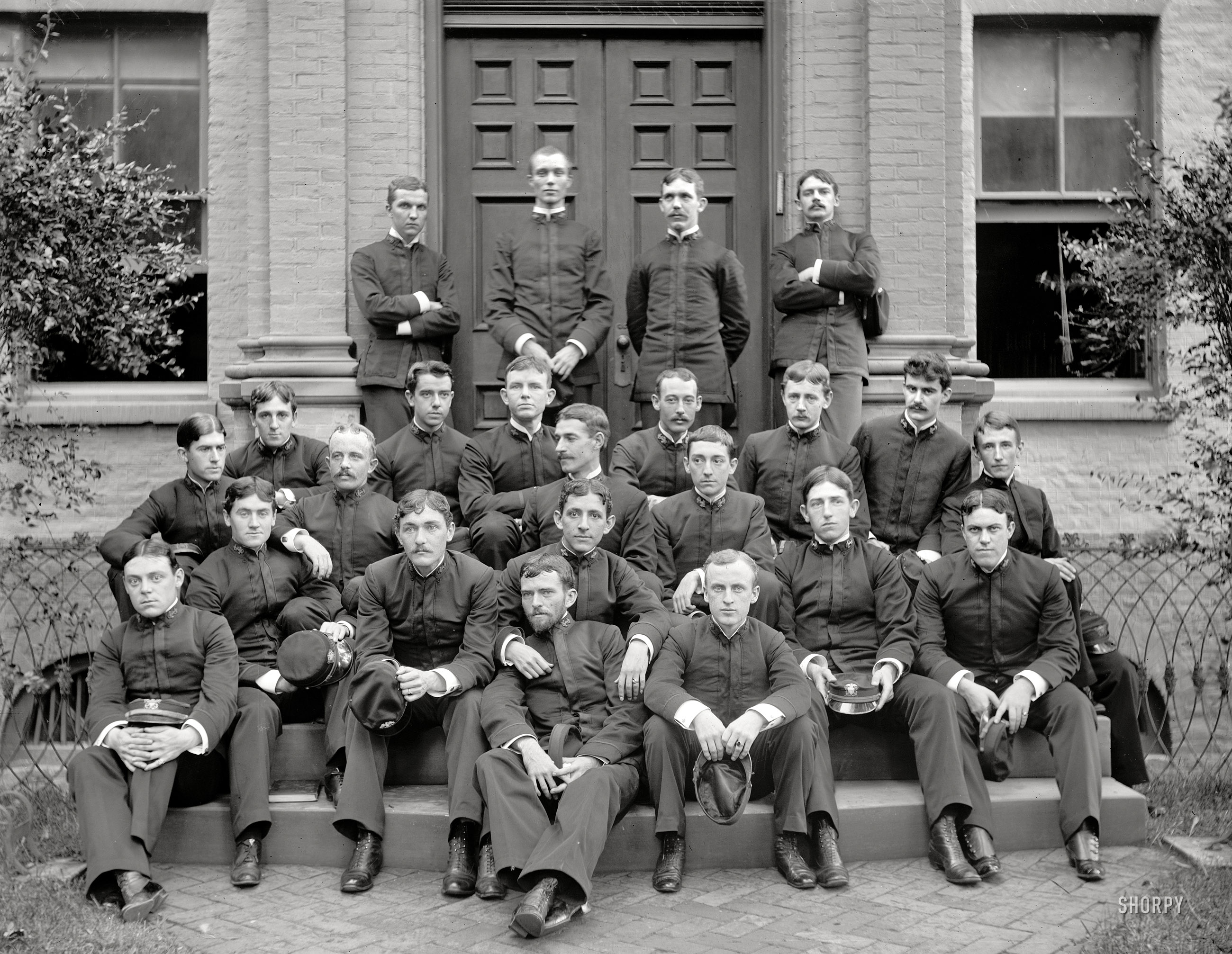
Abschlussklasse 1892

Yates Stirling junior (* 30. April 1872 in Vallejo (Kalifornien); † 27. Januar 1948 in Baltimore) war ein amerikanischer Marineadmiral.

## Leben
Yates Stirling junior wurde als Sohn von Yates Stirling (1843–1929) in eine Marylander Patrizierfamilie hineingeboren.
Er wuchs in Baltimore und später in Washington, DC auf. Sein Vater bat Präsident Grover Cleveland persönlich um eine Aufnahme seines Sohnes in die Naval Academy, der ihn jedoch noch für zu jung hielt. Durch Beziehungen zu William Whiting II wurde ihm 1887 als 15-Jähriger die Aufnahme gestattet.
Als Kadett begann er seinen Dienst auf der USS San Francisco. 1893 wurde er Augenzeuge der Revoltas da Armadas in Rio de Janeiro.
1897 veröffentlichte er mit The Battle off the Hook seine erste Kurzgeschichte.
Während des Spanisch-Amerikanischen Kriegs 1898 war Stirling auf der USS Dolphin, die spanische Minen in Guantánamo Bay räumte.

## Offizierslaufbahn
Sein erstes Kommando war die USS Paragua während des Philippinisch-Amerikanischen Kriegs
Beim Erdbeben von Messina 1908 nahm Stirling an den Hilfseinsätzen teil.
1911–12 graduierte er vom Naval War College. 1914 wurde er zum Kommandeur einer U-Boot-Flottille mit Einsätzen u. a. in Tampico berufen.
Von Juni 1915 bis Juni 1916 befehligte er die USS Columbia.

“It is because the Navy has been the "ham bone" of politicians that the United States finds itself so unprepared on the seas. Aside from giving us ships and men we must get action from Congress that will let the Navy conduct its own affairs. We have had to take what they gave us- navy yards where we didn't want them, ships of a type we didn't need. During the last 10 years we have spent more money on our navy than Germany, yet the German navy is twice as large and twice as efficient.”

„Weil die Navy das "Spielzeug" von Politikern war, ist sie so unvorbereitet auf See. Abgesehen davon, dass [der Kongress] uns Schiffe und Männer gibt, muss der Kongress der Navy erlauben ihre eigenen Angelegenheiten zu regeln. Wir mussten nehmen, was sie uns gaben – Werften, die wir nicht wollten und Schiffstypen, die wir nicht brauchten. Während der letzten 10 Jahre haben wir mehr für unsere Marine ausgegeben als Deutschland, aber die kaiserliche Marine ist doppelt so groß und effizient.“

1916 wurde er Kommandeur der neu gegründeten U-Boot-Basis New London in Groton (Connecticut).
Nach dem amerikanischen Kriegseintritt gegen Deutschland kommandierte er die USS Chicago. Am 20. Dezember 1917 bekam er das Kommando über die ex-deutsche SS Kronprinz Wilhelm.
In Veröffentlichungen trat Stirling energisch für die neue U-Boot-Macht ein.
Im März 1919 wurde er zum Kommandanten der USS Connecticut bestimmt.
Mit einem Brief an den Marineminister über löste Yates 1921 eine langanhaltende Debatte über den Entwurf der amerikanischen U-Boote aus.
Von Juni 1922 bis Juni 1924 diente er als Kommandeur des Schlachtschiffs New Mexico.
Am 20. Juli 1924 wurde er Captain of the Yard der Marinewerft in Washington, D.C.
Am 2. Dezember 1927 löste Yates Henry H. Hough als Führer der Yangtze Patrol zum Schutz der amerikanischen Handelsinteressen ab. Ende 1928 konnten 6 neue, ölbetriebene Flusskanonenboote in Betrieb genommen werden.
1929 wurde er abgelöst und war die nächsten Jahre in Verwaltungsaufgaben tätig, darunter von 1933 bis 1936 die Leitung der Brooklyn Navy Yard.
Am 1. Mai 1936 ging Stirling in den Ruhestand, in dem er seine Memoiren Sea Duty: The Memoirs of a Fighting Admiral veröffentlichte und sich dem Schreiben von Meinungsartikeln widmete.
Freimütig forderte er ein Vorgehen gegen die Sowjetunion und rief 1939 zur US-Intervention gegen Deutschland auf. Zwei Tage nach dem Angriff auf Pearl Harbor legte Stirling vorausschauend die strategischen Ziele Japans dar.
1944 versuchte er in den aktiven Dienst zurückzukehren, wurde aber von James Forrestal "dankend" abgelehnt.